# Seznam medailistů na mistrovství světa v zápasu ve volném stylu
Toto je seznam medailistů na mistrovství světa mužů ve volném stylu.  Váhové limity reguluje Mezinárodní zápasnická federace.

## Bantamová váha
| Rok                                                                   | Zlato                          | Stříbro                       | Bronz                         | Bronz                         |
| --------------------------------------------------------------------- | ------------------------------ | ----------------------------- | ----------------------------- | ----------------------------- |
| 1951                                                                  | Nasuh Akar (TUR)               | Niilo Turkkila (FIN)          | Mehdí Jagúbí (IRI)            | Mehdí Jagúbí (IRI)            |
| 1954                                                                  | Mustafa Dağıstanlı (TUR)       | Lajos Bencze (HUN)            | Tauno Jaskari (FIN)           | Tauno Jaskari (FIN)           |
| 1957                                                                  | Hüseyin Akbaş (TUR)            | Tauno Jaskari (FIN)           | Jasujuki Šimamura (JPN)       | Jasujuki Šimamura (JPN)       |
| 1959                                                                  | Hüseyin Akbaş (TUR)            | Tauno Jaskari (FIN)           | Vladimer Arsenjani (URS)(GEO) | Vladimer Arsenjani (URS)(GEO) |
| 1961                                                                  | Ebráhím Sejfpúr (IRI)          | János Varga (HUN)             | Hüseyin Akbaş (TUR)           | Hüseyin Akbaş (TUR)           |
| 1962                                                                  | Hüseyin Akbaş (TUR)            | Masaaki Hatta (JPN)           | János Varga (HUN)             | János Varga (HUN)             |
| 1963                                                                  | Ajdin Ibrahimov (URS)(AZE)     | Hiroši Ikeda (JPN)            | Mladen Georgiev (BUL)         | Mladen Georgiev (BUL)         |
| 1965                                                                  | Tomiaki Fukuda (JPN)           | Mohammadalí Farrochían (IRI)  | Karl Dodrimont (FRG)          | Karl Dodrimont (FRG)          |
| 1966                                                                  | Ali Alijev (URS)(RUS)          | Hasan Sevinç (TUR)            | Abútáleb Tálebí (IRI)         | Abútáleb Tálebí (IRI)         |
| 1967                                                                  | Ali Alijev (URS)(RUS)          | Bišamber Sing (IND)           | Abútáleb Tálebí (IRI)         | Abútáleb Tálebí (IRI)         |
| 1969                                                                  | Tadamiči Tanaka (JPN)          | Don Behm (USA)                | Abútáleb Tálebí (IRI)         | Abútáleb Tálebí (IRI)         |
| 1970                                                                  | Hideaki Janagida (JPN)         | An Če-un (KOR)                | Jančo Patrikov (BUL)          | Jančo Patrikov (BUL)          |
| 1971                                                                  | Hideaki Janagida (JPN)         | Don Behm (USA)                | Megdín Chojlogdordž (MGL)     | Megdín Chojlogdordž (MGL)     |
| 1973                                                                  | Mohsen Farahvaši (IRI)         | Megdín Chojlogdordž (MGL)     | Vladimir Jumin (URS)(RUS)     | Vladimir Jumin (URS)(RUS)     |
| 1974                                                                  | Vladimir Jumin (URS)(RUS)      | Ramezán Cheder (IRI)          | Hans-Dieter Brüchert (GDR)    | Hans-Dieter Brüchert (GDR)    |
| 1975                                                                  | Masao Arai (JPN)               | Vladimir Jumin (URS)(RUS)     | Micho Dukov (BUL)             | Micho Dukov (BUL)             |
| 1977                                                                  | Tadaši Sasaki (JPN)            | Viktor Alexejev (URS)(RUS)    | Jack Reinwand (USA)           | Jack Reinwand (USA)           |
| 1978                                                                  | Hideaki Tomijama (JPN)         | Buzaj Ibragimov (URS)(RUS)    | Dugarsürengín Ojúnbold (MGL)  | Dugarsürengín Ojúnbold (MGL)  |
| 1979                                                                  | Hideaki Tomijama (JPN)         | Sergej Beloglazov (URS)(UKR)  | Joe Corso (USA)               | Joe Corso (USA)               |
| 1981                                                                  | Sergej Beloglazov (URS)(UKR)   | Stefan Ivanov (BUL)           | Hideaki Tomijama (JPN)        | Hideaki Tomijama (JPN)        |
| 1982                                                                  | Anatolij Beloglazov (URS)(UKR) | Hideaki Tomijama (JPN)        | Stefan Ivanov (BUL)           | Stefan Ivanov (BUL)           |
| 1983                                                                  | Sergej Beloglazov (URS)(UKR)   | Hideaki Tomijama (JPN)        | Stefan Ivanov (BUL)           | Stefan Ivanov (BUL)           |
| 1985                                                                  | Sergej Beloglazov (URS)(UKR)   | Kevin Darkus (USA)            | Georgi Kalčev (BUL)           | Georgi Kalčev (BUL)           |
| 1986                                                                  | Sergej Beloglazov (URS)(UKR)   | Georgi Kalčev (BUL)           | Barry Davis (USA)             | Barry Davis (USA)             |
| 1987                                                                  | Sergej Beloglazov (URS)(UKR)   | Barry Davis (USA)             | Ahmet Ak (TUR)                | Ahmet Ak (TUR)                |
| 1989                                                                  | Kim Jong-sik (PRK)             | Askar Mohammadaján (IRI)      | Rumen Pavlov (BUL)            | Rumen Pavlov (BUL)            |
| 1990                                                                  | Alejandro Puerto (CUB)         | Rumen Pavlov (BUL)            | Sergej Smal (URS)(BLR)        | Sergej Smal (URS)(BLR)        |
| 1991                                                                  | Sergej Smal (URS)(BLR)         | Brad Penrith (USA)            | Ovajs Malláh (IRI)            | Ovajs Malláh (IRI)            |
| 1993                                                                  | Terry Brands (USA)             | Sim Sang-kju (KOR)            | Cerenbátaryn Cogtbajar (MGL)  | Cerenbátaryn Cogtbajar (MGL)  |
| 1994                                                                  | Alejandro Puerto (CUB)         | Mohammad Taláí (IRI)          | Bagavdin Umachanov (RUS)      | Bagavdin Umachanov (RUS)      |
| 1995                                                                  | Terry Brands (USA)             | Givi Sisauri (CAN)            | Harun Doğan (TUR)             | Harun Doğan (TUR)             |
| 1997                                                                  | Mohammad Taláí (IRI)           | Ramil Islamov (UZB)           | Givi Sisauri (CAN)            | Givi Sisauri (CAN)            |
| 1998                                                                  | Alírezá Dábir (IRI)            | Harun Doğan (TUR)             | Givi Sisauri (CAN)            | Givi Sisauri (CAN)            |
| 1999                                                                  | Harun Doğan (TUR)              | Alírezá Dábir (IRI)           | Damir Zachardinov (UZB)       | Damir Zachardinov (UZB)       |
| 2001                                                                  | Givi Sisauri (CAN)             | Ojúnbilegín Pürevbátar (MGL)  | Davit Pogosijani (GEO)        | Davit Pogosijani (GEO)        |
| 2002                                                                  | René Montero (CUB)             | Namig Abdullayev (AZE)        | Oleksandr Zacharuk (UKR)      | Oleksandr Zacharuk (UKR)      |
| 2003                                                                  | Dilshod Mansurov (UZB)         | Ghenadie Tulbea (MDA)         | Oleksandr Zacharuk (UKR)      | Oleksandr Zacharuk (UKR)      |
| 2005                                                                  | Dilshod Mansurov (UZB)         | Radoslav Velikov (BUL)        | Bayaraagiin Naranbaatar (MGL) | Jon Hyon-guk (PRK)            |
| 2006                                                                  | Radoslav Velikov (BUL)         | Besik Kuduchov (RUS)          | Namig Abdullayev (AZE)        | Sammie Henson (USA)           |
| 2007                                                                  | Besik Kuduchov (RUS)           | Bayaraagiin Naranbaatar (MGL) | Rizvan Gadzhiev (BLR)         | Andy Moreno (CUB)             |
| 2009                                                                  | Jang Kjong-il (PRK)            | Sezar Akgül (TUR)             | Rizvan Gadzhiev (BLR)         | Viktor Lebeděv (RUS)          |
| 2010                                                                  | Viktor Lebeděv (RUS)           | Togrul Asgarov (AZE)          | Frank Chamizo (CUB)           | Yasuhiro Inaba (JPN)          |
| 2011                                                                  | Viktor Lebeděv (RUS)           | Radoslav Velikov (BUL)        | Hassan Rahimi (IRI)           | Daulet Niyazbekov (KAZ)       |
| 2013                                                                  | Hasan Rahímí (IRI)             | Amit Kumar Dahiya (IND)       | Nariman Israpilov (RUS)       | Sezar Akgül (TUR)             |
| 2014                                                                  | Jang Kjong-il (PRK)            | Vladimer Chinčegašvili (GEO)  | Vladislav Andrejev (BLR)      | Hasan Rahímí (IRI)            |
| 2015                                                                  | Vladimer Chinčegašvili (GEO)   | Hasan Rahímí (IRI)            | Erdenebatyn Bechbajar (MGL)   | Viktor Lebeděv (RUS)          |
| 2017                                                                  | Juki Takahaši (JPN)            | Thomas Gilman (USA)           | Erdenebatyn Bechbajar (MGL)   | Andrij Jacenko (UKR)          |
| 2018                                                                  | Zaur Ugujev (RUS)              | Nurislam Sanajev (KAZ)        | Juki Takahaši (JPN)           | Süleyman Atlı (TUR)           |
| 2019                                                                  | Zaur Ugujev (RUS)              | Süleyman Atlı (TUR)           | Nurislam Sanajev (KAZ)        | Ravi Kumar (IND)              |
| 2021                                                                  | Thomas Gilman (USA)            | Alireza Sarlak (IRI)          | Horst Lehr (GER)              | Aryan Tsiutryn (BLR)          |
| 2022                                                                  | Zelimkhan Abakarov (ALB)       | Thomas Gilman (USA)           | Zandanbudyn Zanabazar (MGL)   | Stevan Mićić (SRB)            |
| 2023                                                                  | Stevan Mićić (SRB)             | Rei Higuchi (JPN)             | Zelimkhan Abakarov (ALB)      | Arsen Harutyunyan (ARM)       |
| 2024                                                                  | nebyla na programu             | nebyla na programu            | nebyla na programu            | nebyla na programu            |
| 2025                                                                  |                                |                               |                               |                               |
| 57 kg: 1951–1995 • 58 kg: 1997–2001 • 55 kg: 2002–2013 • 57 kg: 2014– |                                |                               |                               |                               |

## Pérová váha
| Rok | Zlato                         | Stříbro                         | Bronz                              | Bronz                          |
| --- | ----------------------------- | ------------------------------- | ---------------------------------- | ------------------------------ |
| 1951 | Nurettin Zafer (TUR)          | Ilmari Ruikka (FIN)             | Henry Holmberg (SWE)               | Henry Holmberg (SWE)           |
| 1954 | Šózó Sasahara (JPN)           | Bayram Şit (TUR)                | Nikoloz Muzašvili (URS)(GEO)       | Nikoloz Muzašvili (URS)(GEO)   |
| 1957 | Mustafa Dağıstanlı (TUR)      | Hosejn Mollágásemí (IRI)        | Norajir Mušegjan (URS)(ARM)        | Norajir Mušegjan (URS)(ARM)    |
| 1959 | Mustafa Dağıstanlı (TUR)      | Stančo Ivanov (BUL)             | Muhammad Akhtar (PAK)              | Muhammad Akhtar (PAK)          |
| 1961 | Vladimer Rubašvili (URS)(GEO) | Yunus Pehlivan (TUR)            | Hamíd Tavákkol (IRI)               | Hamíd Tavákkol (IRI)           |
| 1962 | Osamu Watanabe (JPN)          | Mohammad Chádem (IRI)           | Ewald Tauer (FRG)                  | Ewald Tauer (FRG)              |
| 1963 | Osamu Watanabe (JPN)          | Ebráhím Sejfpúr (IRI)           | Stančo Ivanov (BUL)                | Stančo Ivanov (BUL)            |
| 1965 | Ebráhím Sejfpúr (IRI)         | Stančo Ivanov (BUL)             | Takeo Morita (JPN)                 | Takeo Morita (JPN)             |
| 1966 | Masaaki Kaneko (JPN)          | Bobby Douglas (USA)             | Nihat Kabanlı (TUR)                | Nihat Kabanlı (TUR)            |
| 1967 | Masaaki Kaneko (JPN)          | Elkan Tedejev (URS)(RUS)        | Michael Young (USA)                | Michael Young (USA)            |
| 1969 | Takeo Morita (JPN)            | Šaoddin Sejídabbásí (IRI)       | Zagalav Abdulbekov (URS)(RUS)      | Zagalav Abdulbekov (URS)(RUS)  |
| 1970 | Šaoddin Sejídabbásí (IRI)     | Kijoši Abe (JPN)                | Michael Young (USA)                | Michael Young (USA)            |
| 1971 | Zagalav Abdulbekov (URS)(RUS) | Šaoddin Sejídabbásí (IRI)       | Kijoši Abe (JPN)                   | Kijoši Abe (JPN)               |
| 1973 | Zagalav Abdulbekov (URS)(RUS) | Heinz Stahr (GDR)               | Rezá Naváí (IRI)                   | Rezá Naváí (IRI)               |
| 1974 | Dzevegín Ojdov (MGL)          | Dončo Žekov (BUL)               | Vehbi Akdağ (TUR)                  | Vehbi Akdağ (TUR)              |
| 1975 | Dzevegín Ojdov (MGL)          | Théodule Toulotte (FRA)         | Jang Čong-mo (KOR)                 | Jang Čong-mo (KOR)             |
| 1977 | Vladimir Jumin (URS)(RUS)     | Jim Humphrey (USA)              | Micho Dukov (BUL)                  | Micho Dukov (BUL)              |
| 1978 | Vladimir Jumin (URS)(RUS)     | Jang Čong-mo (KOR)              | Mohammad Rezáí (IRI)               | Mohammad Rezáí (IRI)           |
| 1979 | Vladimir Jumin (URS)(RUS)     | Micho Dukov (BUL)               | Andre Metzger (USA)                | Andre Metzger (USA)            |
| 1981 | Simeon Šterev (BUL)           | Marian Skubacz (POL)            | Viktor Alexejev (URS)(RUS)         | Viktor Alexejev (URS)(RUS)     |
| 1982 | Sergej Beloglazov (URS)(UKR)  | Simeon Šterev (BUL)             | József Orbán (HUN)                 | József Orbán (HUN)             |
| 1983 | Viktor Alexejev (URS)(RUS)    | Lee Roy Smith (USA)             | Simeon Šterev (BUL)                | Simeon Šterev (BUL)            |
| 1985 | Viktor Alexejev (URS)(RUS)    | Avirmedín Enché (MGL)           | Alben Kumbarov (BUL)               | Alben Kumbarov (BUL)           |
| 1986 | Chazar Isajev (URS)(RUS)      | Joe McFarland (USA)             | Avirmedín Enché (MGL)              | Avirmedín Enché (MGL)          |
| 1987 | John Smith (USA)              | Chazar Isajev (URS)(RUS)        | Kazuhito Sakae (JPN)               | Kazuhito Sakae (JPN)           |
| 1989 | John Smith (USA)              | Gary Bohay (CAN)                | Karsten Polky (GDR)                | Karsten Polky (GDR)            |
| 1990 | John Smith (USA)              | Rosen Vasilev (BUL)             | Gadži Rašidov (URS)(RUS)           | Gadži Rašidov (URS)(RUS)       |
| 1991 | John Smith (USA)              | Giovanni Schillaci (ITA)        | Gadži Rašidov (URS)(RUS)           | Gadži Rašidov (URS)(RUS)       |
| 1993 | Tom Brands (USA)              | Lázaro Reinoso (CUB)            | Ramil Ataullin (UZB)               | Ramil Ataullin (UZB)           |
| 1994 | Magomed Azizov (RUS)          | Sergej Smal (BLR)               | Giovanni Schillaci (ITA)           | Giovanni Schillaci (ITA)       |
| 1995 | Elbrus Tedejev (UKR)          | Takahiro Wada (JPN)             | Magomed Azizov (RUS)               | Magomed Azizov (RUS)           |
| 1997 | Abbás Hádžkinárí (IRI)        | Cary Kolat (USA)                | Magomed Azizov (RUS)               | Magomed Azizov (RUS)           |
| 1998 | Serafim Barzakov (BUL)        | Abbás Hádžkinárí (IRI)          | Cary Kolat (USA)                   | Cary Kolat (USA)               |
| 1999 | Elbrus Tedejev (UKR)          | Čang Če-song (KOR)              | Ramil Islamov (UZB)                | Ramil Islamov (UZB)            |
| 2001 | Serafim Barzakov (BUL)        | Alírezá Dábir (IRI)             | Elbrus Tedejev (UKR)               | Elbrus Tedejev (UKR)           |
| 2002 | Aram Margaryan (ARM)          | Oyuunbilegiin Pürevbaatar (MGL) | Mohammad Talaei (IRI)              | Mohammad Talaei (IRI)          |
| 2003 | Arif Abdullayev (AZE)         | Yandro Quintana (CUB)           | Song Jae-myung (KOR)               | Song Jae-myung (KOR)           |
| 2005 | Alan Dudaev (RUS)             | Yandro Quintana (CUB)           | Martin Berberyan (ARM)             | Morad Mohammadi (IRI)          |
| 2006 | Morad Mohammadi (IRI)         | Mike Zadick (USA)               | Noriyuki Takatsuka (JPN)           | Mavlet Batirov (RUS)           |
| 2007 | Mavlet Batirov (RUS)          | Anatolie Guidea (BUL)           | Sahit Prizreni (ALB)               | Bazar Bazarguruev (KGZ)        |
| 2009 | Besik Kudukhov (RUS)          | Zelimkhan Huseynov (AZE)        | Vasyl Fedoryshyn (UKR)             | Dilshod Mansurov (UZB)         |
| 2010 | Besik Kudukhov (RUS)          | Vasyl Fedoryshyn (UKR)          | Zelimkhan Huseynov (AZE)           | Morad Mohammadi (IRI)          |
| 2011 | Besik Kudukhov (RUS)          | Franklin Gómez (PUR)            | Kenichi Yumoto (JPN)               | Dauren Zhumagaziyev (KAZ)      |
| 2013 | Bekkhan Goygereev (RUS)       | Vladimir Dubov (BUL)            | Bajrang Punia (IND)                | Masoud Esmaeilpour (IRI)       |
| 2014 | Hadži Alijev (AZE)            | Masúd Esmáílpúr (IRI)           | Yowlys Bonne (CUB)                 | Sajnžargalyn Ňam-Očir (MGL)    |
| 2015 | Hadži Alijev (AZE)            | Batboldyn Nomin (MGL)           | Vladimir Dubov (BUL)               | Vasyl Šuptar (UKR)             |
| 2016 | Logan Stieber (USA)           | Beka Lomtadze (GEO)             | Achmed Čakajev (RUS)               | Achmednabi Gvarzatilov (AZE)   |
| 2017 | Hadži Alijev (AZE)            | Gadžimurad Rašidov (RUS)        | Yowlys Bonne (CUB)                 | Vladimer Chinčegašvili (GEO)   |
| 2018 | Yowlys Bonne (CUB)            | Gadžimurad Rašidov (RUS)        | Joe Colon (USA)                    | Tümenbilegín Tüvšintulga (MGL) |
| 2019 | Beka Lomtadze (GEO)           | Magomedrasul Idrisov (RUS)      | Behmán Ehsánpur (IRI)              | Rahul Aware (IND)              |
| 2021 | Abasgadži Magomedov (RUS)     | Daton Fix (USA)                 | Arsen Harutyunyan (ARM)            | Toshihiro Hasegawa (JPN)       |
| 2022 | Rei Higuchi (JPN)             | Reza Atri (IRI)                 | Arsen Harutyunyan (ARM)            | Narmandakhyn Narankhüü (MGL)   |
| 2023 | Vito Arujau (USA)             | Abasgadzhi Magomedov (AIN)      | Shota Phartenadze (GEO)            | Taiyrbek Zhumashbek Uulu (KGZ) |
| 2024 | Masanosuke Ono (JPN)          | Ahmet Duman (TUR)               | Tseveensürengiin Tsogbadrakh (MGL) | Vito Arujau (USA)              |
| 2025 |                               |                                 |                                    |                                |
| 62 kg: 1951–1961 • 63 kg: 1962–1967 • 62 kg: 1969–1995 • 63 kg: 1997–2001 • 60 kg: 2002–2013 • 61 kg: 2014– |                               |                                 |                                    |                                |

## Lehká váha
| Rok | Limit                           | Zlato                           | Stříbro                        | Bronz                         | Bronz |
| --- | ------------------------------- | ------------------------------- | ------------------------------ | ----------------------------- | ----- |
| 1951 | Olle Anderberg (SWE)            | Garibaldo Nizzola (ITA)         | İbrahim Zengin (TUR)           | İbrahim Zengin (TUR)          |       |
| 1954 | Džahanbacht Tovfíg (IRI)        | Olle Anderberg (SWE)            | Sergo Gabaraevi (URS)(GEO)     | Sergo Gabaraevi (URS)(GEO)    |       |
| 1957 | Alimbeg Bestajev (URS)(RUS)     | Hayrullah Şahin (TUR)           | Kazuo Abe (JPN)                | Kazuo Abe (JPN)               |       |
| 1959 | Volodymyr Syňavskyj (URS)(UKR)  | Eňo Valčev (BUL)                | Hayrullah Şahin (TUR)          | Hayrullah Şahin (TUR)         |       |
| 1961 | Mohammadalí Sanatkarán (IRI)    | Volodymyr Syňavskyj (URS)(UKR)  | Udey Chand (IND)               | Udey Chand (IND)              |       |
| 1962 | Eňo Valčev (BUL)                | Robert Džgamadze (URS)(RUS)     | Osvaldo Ferrari (ITA)          | Osvaldo Ferrari (ITA)         |       |
| 1963 | Iwao Horiuči (JPN)              | Zarbeg Berijašvili (URS)(GEO)   | Greg Ruth (USA)                | Greg Ruth (USA)               |       |
| 1965 | Abdolláh Movahhed (IRI)         | Mahmut Atalay (TUR)             | Zarbeg Berijašvili (URS)(GEO)  | Zarbeg Berijašvili (URS)(GEO) |       |
| 1966 | Abdolláh Movahhed (IRI)         | Iwao Horiuči (JPN)              | Seyit Ahmet Ağralı (TUR)       | Seyit Ahmet Ağralı (TUR)      |       |
| 1967 | Abdolláh Movahhed (IRI)         | Zarbeg Berijašvili (URS)(GEO)   | Eňo Valčev (BUL)               | Eňo Valčev (BUL)              |       |
| 1969 | Abdolláh Movahhed (IRI)         | Eňo Valčev (BUL)                | Nodar Chochašvili (URS)(GEO)   | Nodar Chochašvili (URS)(GEO)  |       |
| 1970 | Abdolláh Movahhed (IRI)         | Ismail Juseinov (BUL)           | Bobby Douglas (USA)            | Bobby Douglas (USA)           |       |
| 1971 | Dan Gable (USA)                 | Vasilij Kazachov (URS)(RUS)     | Ismail Juseinov (BUL)          | Ismail Juseinov (BUL)         |       |
| 1973 | Lloyd Keaser (USA)              | Nasrulla Nasrullajev (URS)(RUS) | János Kocsis (HUN)             | János Kocsis (HUN)            |       |
| 1974 | Nasrulla Nasrullajev (URS)(RUS) | Jasaburó Sugawara (JPN)         | Cedendambyn Nacagdordž (MGL)   | Cedendambyn Nacagdordž (MGL)  |       |
| 1975 | Pavel Pinigin (URS)(RUS)        | Cedendambyn Nacagdordž (MGL)    | Ismail Juseinov (BUL)          | Ismail Juseinov (BUL)         |       |
| 1977 | Pavel Pinigin (URS)(RUS)        | Šaban Sejdiu (YUG)(MKD)         | Dzevegín Ojdov (MGL)           | Dzevegín Ojdov (MGL)          |       |
| 1978 | Pavel Pinigin (URS)(RUS)        | Akira Mijahara (JPN)            | Ivan Jankov (BUL)              | Ivan Jankov (BUL)             |       |
| 1979 | Michail Charačura (URS)(BLR)    | Akira Mijahara (JPN)            | Eberhard Probst (GDR)          | Eberhard Probst (GDR)         |       |
| 1981 | Sajpulla Absaidov (URS)(RUS)    | Šaban Sejdiu (YUG)(MKD)         | Kamen Penev (BUL)              | Kamen Penev (BUL)             |       |
| 1982 | Michail Charačura (URS)(UKR)    | Raúl Cascaret (CUB)             | Eberhard Probst (GDR)          | Eberhard Probst (GDR)         |       |
| 1983 | Arsen Fadzajev (URS)(UZB)       | Bujandelgerín Bold (MGL)        | Kamen Penev (BUL)              | Kamen Penev (BUL)             |       |
| 1985 | Arsen Fadzajev (URS)(UZB)       | Bujandelgerín Bold (MGL)        | Pat Sullivan (CAN)             | Pat Sullivan (CAN)            |       |
| 1986 | Arsen Fadzajev (URS)(UZB)       | Andre Metzger (USA)             | Simeon Šterev (BUL)            | Simeon Šterev (BUL)           |       |
| 1987 | Arsen Fadzajev (URS)(UZB)       | Jorgos Athanasiadis (GRE)       | Andre Metzger (USA)            | Andre Metzger (USA)           |       |
| 1989 | Boris Budajev (URS)(RUS)        | Kósei Akaiši (JPN)              | Ahmet Çakıcı (FRG)             | Ahmet Çakıcı (FRG)            |       |
| 1990 | Arsen Fadzajev (URS)(RUS)       | Jorgos Athanasiadis (GRE)       | Jesús Rodríguez (CUB)          | Jesús Rodríguez (CUB)         |       |
| 1991 | Arsen Fadzajev (URS)(RUS)       | Chris Wilson (CAN)              | Valentin Gecov (BUL)           | Valentin Gecov (BUL)          |       |
| 1993 | Akbar Falláh (IRI)              | Vadim Bogijev (RUS)             | Chris Wilson (CAN)             | Chris Wilson (CAN)            |       |
| 1994 | Alexander Leipold (GER)         | Jesús Rodríguez (CUB)           | Kendžebek Omuralijev (KGZ)     | Kendžebek Omuralijev (KGZ)    |       |
| 1995 | Arajik Gevorgjan (ARM)          | Akbar Falláh (IRI)              | Jesús Rodríguez (CUB)          | Jesús Rodríguez (CUB)         |       |
| 1997 | Arajik Gevorgjan (ARM)          | Hwang Sang-ho (KOR)             | Zaza Zozirovi (UKR)            | Zaza Zozirovi (UKR)           |       |
| 1998 | Arajik Gevorgjan (ARM)          | Zaza Zozirovi (UKR)             | Lincoln McIlravy (USA)         | Lincoln McIlravy (USA)        |       |
| 1999 | Daniel Igali (CAN)              | Lincoln McIlravy (USA)          | Yüksel Şanlı (TUR)             | Yüksel Şanlı (TUR)            |       |
| 2001 | Nicolae Pâslaru (BUL)           | Amír Tavakkolían (IRI)          | Čang Če-song (KOR)             | Čang Če-song (KOR)            |       |
| 2002 | Elbrus Tedejev (UKR)            | Alírezá Dábir (IRI)             | Zaur Botajev (RUS)             | Zaur Botajev (RUS)            |       |
| 2003 | Irbek Farnijev (RUS)            | Serafim Barzakov (BUL)          | Kazuhiko Ikemacu (JPN)         | Kazuhiko Ikemacu (JPN)        |       |
| 2005 | Machač Murtazalijev (RUS)       | Serafim Barzakov (BUL)          | Geandry Garzón (CUB)           | Otar Tušišvili (GEO)          |       |
| 2006 | Bill Zadick (USA)               | Otar Tušišvili (GEO)            | Geandry Garzón (CUB)           | Andrij Stadnyk (UKR)          |       |
| 2007 | Ramazan Şahin (TUR)             | Geandry Garzón (CUB)            | Otar Tušišvili (GEO)           | Irbek Farnijev (RUS)          |       |
| 2009 | Mahdí Tagáví (IRI)              | Rasul Džukajev (RUS)            | Tacuhiro Jonemicu (JPN)        | Leonid Spiridonov (KAZ)       |       |
| 2010 | Sušíl Kumár (IND)               | Alan Gogajev (RUS)              | Džabrajil Hasanov (AZE)        | Geandry Garzón (CUB)          |       |
| 2011 | Mahdí Tagáví (IRI)              | Tacuhiro Jonemicu (JPN)         | Džabrajil Hasanov (AZE)        | Liván López (CUB)             |       |
| 2013 | Davit Safarjan (ARM)            | Liván López (CUB)               | Gandzorigín Mandachnaran (MGL) | Magomed Kurbanalijev (RUS)    |       |
| 2014 | Soslan Ramonov (RUS)            | Ahmad Mohammadí (IRI)           | Gandzorigín Mandachnaran (MGL) | Mihai Sava (MDA)              |       |
| 2015 | Frank Chamizo (ITA)             | Ixtiyor Navroʻzov (UZB)         | Ahmad Mohammadí (IRI)          | Soslan Ramonov (RUS)          |       |
| 2017 | Zurab Ijakobišvili (GEO)        | Magomedmurad Gadžijev (POL)     | Alejandro Valdés (CUB)         | Alan Gogajev (RUS)            |       |
| 2018 | Takuto Otoguro (JPN)            | Badžarang Púnija (IND)          | Achmed Čakajev (RUS)           | Alejandro Valdés (CUB)        |       |
| 2019 | Gadžimurad Rašidov (RUS)        | Daulet Nijazbekov (KAZ)         | Bajrang Punia (IND)            | Islam Musukajev (HUN)         |       |
| 2021 | Zagir Šachijev (RUS)            | Amir Mohammad Yazdani (IRI)     | Alibek Osmonov (KGZ)           | Tömör-Ochiryn Tulga (MGL)     |       |
| 2022 | Rahman Amouzad (IRI)            | Yianni Diakomihalis (USA)       | Iszmail Muszukajev (HUN)       | Bajrang Punia (IND)           |       |
| 2023 | Iszmail Muszukajev (HUN)        | Sebastian Rivera (PUR)          | Shamil Mamedov (AIN)           | Vazgen Tevanyan (ARM)         |       |
| 2024 | nebyla na programu              | nebyla na programu              | nebyla na programu             | nebyla na programu            |       |
| 2025 |                                 |                                 |                                |                               |       |
| 67 kg: 1951–1961 • 70 kg: 1962–1967 • 68 kg: 1969–1995 • 69 kg: 1997–2001 • 66 kg: 2002–2013 • 65 kg: 2014– |                                 |                                 |                                |                               |       |

## Lehká velterová váha
| Rok          | Zlato                            | Stříbro                     | Bronz                        | Bronz                     |
| ------------ | -------------------------------- | --------------------------- | ---------------------------- | ------------------------- |
| 2014         | Chetag Cabolov (RUS)             | Yakup Gör (TUR)             | Ali Šabanov (BLR)            | Bekzod Abdurahmonov (UZB) |
| 2015         | Magomedrasul Gazimagomedov (RUS) | Hasan Jazdání (IRI)         | Yakup Gör (TUR)              | James Green (USA)         |
| 2016         | Magomed Kurbanalijev (RUS)       | Nurlan Bekdžanov (KAZ)      | Elaman Dogdurbekúlu (KGZ)    | Mostafa Hosejnchání (IRI) |
| 2017         | Frank Chamizo (ITA)              | James Green (USA)           | Akžurek Tanatarov (KAZ)      | Juhi Fudžinami (JPN)      |
| 2018         | Magomedrasul Gazimagomedov (RUS) | Adam Batyrov (BRN)          | Franklin Maren (CUB)         | Zurab Ijakobišvili (GEO)  |
| 2019         | David Bajev (RUS)                | Nurkodža Kajpanov (KAZ)     | Magomedmurad Gadžijev (POL)  | Júnes Emámí (IRI)         |
| 2021         | Magomedmurad Gadžijev (POL)      | Ernazar Akmataliev (KGZ)    | Yevgeny Zherbaev (RUS)       | Zurab Ijakobišvili (GEO)  |
| 2022         | Taishi Narikuni (JPN)            | Zain Retherford (USA)       | Ernazar Akmataliev (KGZ)     | Zurabi Iakobishvili (GEO) |
| 2023         | Zain Retherford (USA)            | Amir Mohammad Yazdani (IRI) | Arman Andreasyan (ARM)       | Ramazan Ramazanov (BUL)   |
| 2024         | Nurkozha Kaipanov (KAZ)          | Yoshinosuke Aoyagi (JPN)    | Inalbek Sheriev ([[Země\|]]) | Abdulmazhid Kudiev (TJK)  |
| 2025         |                                  |                             |                              |                           |
| 70 kg: 2014– |                                  |                             |                              |                           |

## Velterová váha
| Rok                                                                                      | Zlato                         | Stříbro                       | Bronz                          | Bronz                          |
| ---------------------------------------------------------------------------------------- | ----------------------------- | ----------------------------- | ------------------------------ | ------------------------------ |
| 1951                                                                                     | Celal Atik (TUR)              | Aleksanteri Keisala (FIN)     | Abdolláh Modžtabáví (IRI)      | Abdolláh Modžtabáví (IRI)      |
| 1954                                                                                     | Vachtang Balavadze (URS)(GEO) | Mohammadalí Faruddin (IRI)    | Jutaka Kaneko (JPN)            | Jutaka Kaneko (JPN)            |
| 1957                                                                                     | Vachtang Balavadze (URS)(GEO) | İsmail Ogan (TUR)             | Murtaza Murtazov (BUL)         | Murtaza Murtazov (BUL)         |
| 1959                                                                                     | Emámalí Habíbí (IRI)          | Vachtang Balavadze (URS)(GEO) | İsmail Ogan (TUR)              | İsmail Ogan (TUR)              |
| 1961                                                                                     | Emámalí Habíbí (IRI)          | Michail Bekmurzov (URS)(RUS)  | Jutaka Kaneko (JPN)            | Jutaka Kaneko (JPN)            |
| 1969                                                                                     | Zarbeg Berijašvili (URS)(GEO) | Wayne Wells (USA)             | Seidži Jamagata (JPN)          | Seidži Jamagata (JPN)          |
| 1970                                                                                     | Wayne Wells (USA)             | Mohammad Farhangdúst (IRI)    | Dandzandardžágín Seréter (MGL) | Dandzandardžágín Seréter (MGL) |
| 1971                                                                                     | Jurij Husov (URS)(UKR)        | Mohammad Farhangdúst (IRI)    | Ludovic Ambruş (ROU)           | Ludovic Ambruş (ROU)           |
| 1973                                                                                     | Mansúr Barzigar (IRI)         | Ruslan Ašuralijev (URS)(RUS)  | Jan Karlsson (SWE)             | Jan Karlsson (SWE)             |
| 1974                                                                                     | Ruslan Ašuralijev (URS)(RUS)  | Jančo Pavlov (BUL)            | Victor Zilberman (ISR)         | Victor Zilberman (ISR)         |
| 1975                                                                                     | Ruslan Ašuralijev (URS)(RUS)  | Mansúr Barzigar (IRI)         | Džiičiró Date (JPN)            | Džiičiró Date (JPN)            |
| 1977                                                                                     | Stanley Dziedzic (USA)        | Mansúr Barzigar (IRI)         | Aleksandar Nanev (BUL)         | Aleksandar Nanev (BUL)         |
| 1978                                                                                     | Leroy Kemp (USA)              | Mohammadhosejn Mohabbí (IRI)  | Petru Marta (URS)(MDA)         | Petru Marta (URS)(MDA)         |
| 1979                                                                                     | Leroy Kemp (USA)              | Martin Knosp (FRG)            | Mykola Petrenko (URS)(UKR)     | Mykola Petrenko (URS)(UKR)     |
| 1981                                                                                     | Martin Knosp (FRG)            | Valentin Rajčev (BUL)         | Leroy Kemp (USA)               | Leroy Kemp (USA)               |
| 1982                                                                                     | Leroy Kemp (USA)              | Dan Karabin (TCH)(CZE)        | Jurij Vorobjov (URS)(RUS)      | Jurij Vorobjov (URS)(RUS)      |
| 1983                                                                                     | Dave Schultz (USA)            | Taram Magomedov (URS)(RUS)    | Martin Knosp (FRG)             | Martin Knosp (FRG)             |
| 1985                                                                                     | Raúl Cascaret (CUB)           | Dave Schultz (USA)            | Lodojn Enchbajar (MGL)         | Lodojn Enchbajar (MGL)         |
| 1986                                                                                     | Raúl Cascaret (CUB)           | Adlan Varajev (URS)(RUS)      | Dave Schultz (USA)             | Dave Schultz (USA)             |
| 1987                                                                                     | Adlan Varajev (URS)(RUS)      | Dave Schultz (USA)            | Uwe Westendorf (GDR)           | Uwe Westendorf (GDR)           |
| 1989                                                                                     | Kenny Monday (USA)            | Arsen Fadzajev (URS)(UZB)     | Lodojn Enchbajar (MGL)         | Lodojn Enchbajar (MGL)         |
| 1990                                                                                     | Rachmat Sukra (BUL)           | Nasir Gadžichanov (URS)(RUS)  | Amír'rezá Chádem (IRI)         | Amír'rezá Chádem (IRI)         |
| 1991                                                                                     | Amír'rezá Chádem (IRI)        | Kenny Monday (USA)            | Nasir Gadžichanov (URS)(RUS)   | Nasir Gadžichanov (URS)(RUS)   |
| 1993                                                                                     | Pak Čang-sun (KOR)            | Dave Schultz (USA)            | Alberto Rodríguez (CUB)        | Alberto Rodríguez (CUB)        |
| 1994                                                                                     | Turan Ceylan (TUR)            | Victor Peicov (MDA)           | Behrúz Járí (IRI)              | Behrúz Járí (IRI)              |
| 1995                                                                                     | Buvajsar Sajtijev (RUS)       | Alexander Leipold (GER)       | Alberto Rodríguez (CUB)        | Alberto Rodríguez (CUB)        |
| 1997                                                                                     | Buvajsar Sajtijev (RUS)       | Alexander Leipold (GER)       | Miroslav Gočev (BUL)           | Miroslav Gočev (BUL)           |
| 1998                                                                                     | Buvajsar Sajtijev (RUS)       | Mun Ui-če (KOR)               | Alexander Leipold (GER)        | Alexander Leipold (GER)        |
| 1999                                                                                     | Adam Sajtijev (RUS)           | Alexander Leipold (GER)       | Adem Bereket (TUR)             | Adem Bereket (TUR)             |
| 2001                                                                                     | Buvajsar Sajtijev (RUS)       | Mun Ui-če (KOR)               | Joe Willia (USA)               | Joe Willia (USA)               |
| 2002                                                                                     | Mahdí Hádžízade (IRI)         | Magomed Isagadžijev (RUS)     | Volodymyr Syrotyn (UKR)        | Volodymyr Syrotyn (UKR)        |
| 2003                                                                                     | Buvajsar Sajtijev (RUS)       | Murad Gajdarov (BLR)          | Gennadij Lalijev (KAZ)         | Gennadij Lalijev (KAZ)         |
| 2005                                                                                     | Buvajsar Sajtijev (RUS)       | Árpád Ritter (HUN)            | Nicolae Pâslaru (BUL)          | Joe Willia (USA)               |
| 2006                                                                                     | Ibragim Aldatov (UKR)         | Alíasgar Bázrí (IRI)          | Donny Pritzlaff (USA)          | Soslan Tydžyty (UZB)           |
| 2007                                                                                     | Machač Murtazalijev (RUS)     | Ibragim Aldatov (UKR)         | Čaulvara Čaulvarajev (AZE)     | Iván Fundora (CUB)             |
| 2009                                                                                     | Děnis Carguš (RUS)            | Čaulvara Čaulvarajev (AZE)    | Ramesh Kumar (IND)             | Sádeg Gúdarzí (IRI)            |
| 2010                                                                                     | Děnis Carguš (RUS)            | Sádeg Gúdarzí (IRI)           | Gábor Hatos (HUN)              | Abdulchakim Šapijev (KAZ)      |
| 2011                                                                                     | Jordan Burroughs (USA)        | Sádeg Gúdarzí (IRI)           | Ašraf Alijev (AZE)             | Davit Chucišvili (GEO)         |
| 2013                                                                                     | Jordan Burroughs (USA)        | Ezzatolláh Akbárí (IRI)       | Ali Šabanov (BLR)              | Rašid Kurbanov (UZB)           |
| 2014                                                                                     | Děnis Carguš (RUS)            | Sósuke Takatani (JPN)         | Liván López (CUB)              | Jordan Burroughs (USA)         |
| 2015                                                                                     | Jordan Burroughs (USA)        | Pürevdžavyn Önörbat (MGL)     | Narsingh Pancham Yadav (IND)   | Aniuar Gedujev (RUS)           |
| 2017                                                                                     | Jordan Burroughs (USA)        | Chetag Cabolov (RUS)          | Ali Šabanov (BLR)              | Soner Demirtaş (TUR)           |
| 2018                                                                                     | Zaurbek Sidakov (RUS)         | Avtandil Kenčadze (GEO)       | Jordan Burroughs (USA)         | Bekzod Abdurahmonov (UZB)      |
| 2019                                                                                     | Zaurbek Sidakov (RUS)         | Frank Chamizo (ITA)           | Zelimchan Chadžijev (FRA)      | Jordan Burroughs (USA)         |
| 2021                                                                                     | Kyle Dake (USA)               | Tajmuraz Salkazanov (SVK)     | Fazlı Eryılmaz (TUR)           | Timur Bičojev (RUS)            |
| 2022                                                                                     | Kyle Dake (USA)               | Tajmuraz Salkazanov (SVK)     | Younes Emami (IRI)             | Soner Demirtaş (TUR)           |
| 2023                                                                                     | Zaurbek Sidakov (AIN)         | Kyle Dake (USA)               | Daichi Takatani (JPN)          | Khetag Tsabolov (SRB)          |
| 2024                                                                                     | nebyla na programu            | nebyla na programu            | nebyla na programu             | nebyla na programu             |
| 2025                                                                                     |                               |                               |                                |                                |
| 73 kg: 1951–1961 • 78 kg: 1962–1967 • 74 kg: 1969–1995 • 76 kg: 1997–2001 • 74 kg: 2002– |                               |                               |                                |                                |

## Lehká střední váha
| Rok          | Zlato                     | Stříbro                       | Bronz                       | Bronz                     |
| ------------ | ------------------------- | ----------------------------- | --------------------------- | ------------------------- |
| 2018         | Kyle Dake (USA)           | Džabrajil Hasanov (AZE)       | Achmed Gadžimagomedov (RUS) | Ali Šabanov (BLR)         |
| 2019         | Kyle Dake (USA)           | Džabrajil Hasanov (AZE)       | Gadži Nabijev (RUS)         | Tajmuraz Salkazanov (SVK) |
| 2021         | Jordan Burroughs (USA)    | Mohammad Nokhodi (IRI)        | Radik Valiev (RUS)          | Nika Kentchadze (GEO)     |
| 2022         | Jordan Burroughs (USA)    | Mohammad Nokhodi (IRN)        | Arsalan Budazhapov (KGZ)    | Vasyl Mykhailov (UKR)     |
| 2023         | Akhmed Usmanov (AIN)      | Vladimeri Gamkrelidze (GEO)   | Mohammad Nokhodi (IRI)      | Vasyl Mykhailov (UKR)     |
| 2024         | Avtandil Kentchadze (GEO) | Magomed Magomaev ([[Země\|]]) | Mohammad Nokhodi (IRI)      | Achsarbek Gulajev (SVK)   |
| 2025         |                           |                               |                             |                           |
| 79 kg: 2018– |                           |                               |                             |                           |

## Střední váha
| Rok | Zlato                           | Stříbro                         | Bronz                             | Bronz                           |
| --- | ------------------------------- | ------------------------------- | --------------------------------- | ------------------------------- |
| 1951 | Haydar Zafer (TUR)              | Golamrezá Tachtí (IRI)          | Göte Ekström (SWE)                | Göte Ekström (SWE)              |
| 1954 | Abbás Zandí (IRI)               | İsmet Atlı (TUR)                | Kazuo Kacuramoto (JPN)            | Kazuo Kacuramoto (JPN)          |
| 1957 | Nabi Sorúrí (IRI)               | Giorgi Schirtladze (URS)(GEO)   | Hasan Güngör (TUR)                | Hasan Güngör (TUR)              |
| 1959 | Giorgi Schirtladze (URS)(GEO)   | Géza Hollósi (HUN)              | Lothar Lippa (GDR)                | Lothar Lippa (GDR)              |
| 1961 | Mansúr Mehdízade (IRI)          | Géza Hollósi (HUN)              | Hans Antonsson (SWE)              | Hans Antonsson (SWE)            |
| 1962 | Emámalí Habíbí (IRI)            | Petko Dermendžiev (BUL)         | James Ferguson (USA)              | James Ferguson (USA)            |
| 1963 | Guram Sagaradze (URS)(GEO)      | Petko Dermendžiev (BUL)         | İsmail Ogan (TUR)                 | İsmail Ogan (TUR)               |
| 1965 | Guram Sagaradze (URS)(GEO)      | Mohammadalí Sanatkarán (IRI)    | Jasuo Watanabe (JPN)              | Jasuo Watanabe (JPN)            |
| 1966 | Mahmut Atalay (TUR)             | Guram Sagaradze (URS)(GEO)      | Hosejn Tahámí (IRI)               | Hosejn Tahámí (IRI)             |
| 1967 | Daniel Robin (FRA)              | Guram Sagaradze (URS)(GEO)      | Tacuo Sasaki (JPN)                | Tacuo Sasaki (JPN)              |
| 1969 | Ivan Iliev (BUL)                | Fred Fozzard (USA)              | Guram Sagaradze (URS)(GEO)        | Guram Sagaradze (URS)(GEO)      |
| 1970 | Jurij Šachmuradov (URS)(RUS)    | Tacuo Sasaki (JPN)              | Vasile Iorga (ROU)                | Vasile Iorga (ROU)              |
| 1971 | Levan Tedyjašvili (URS)(GEO)    | Horst Stottmeister (GDR)        | Vasile Iorga (ROU)                | Vasile Iorga (ROU)              |
| 1973 | Vasilij Sjulšin (URS)(BLR)      | Vasile Iorga (ROU)              | Ismail Abilov (BUL)               | Ismail Abilov (BUL)             |
| 1974 | Viktor Novožilov (URS)(RUS)     | Mehmet Uzun (TUR)               | Vasile Iorga (ROU)                | Vasile Iorga (ROU)              |
| 1975 | Adolf Seger (FRG)               | Ismail Abilov (BUL)             | Vasile Iorga (ROU)                | Vasile Iorga (ROU)              |
| 1977 | Adolf Seger (FRG)               | Magomedchan Aracilov (URS)(RUS) | István Kovács (HUN)               | István Kovács (HUN)             |
| 1978 | Magomedchan Aracilov (URS)(RUS) | Adolf Seger (FRG)               | John Peterson (USA)               | John Peterson (USA)             |
| 1979 | István Kovács (HUN)             | John Peterson (USA)             | Magomedchan Aracilov (URS)(RUS)   | Magomedchan Aracilov (URS)(RUS) |
| 1981 | Chris Campbell (USA)            | Efraim Kamberov (BUL)           | Hryhoryj Daňko (URS)(UKR)         | Hryhoryj Daňko (URS)(UKR)       |
| 1982 | Tajmuraz Dzgojev (URS)(RUS)     | Efraim Kamberov (BUL)           | Dave Schultz (USA)                | Dave Schultz (USA)              |
| 1983 | Tajmuraz Dzgojev (URS)(RUS)     | Dzevegín Düvčin (MGL)           | Efraim Kamberov (BUL)             | Efraim Kamberov (BUL)           |
| 1985 | Mark Schultz (USA)              | Aleksandar Nanev (BUL)          | Alexandr Tambovcev (URS)(RUS)     | Alexandr Tambovcev (URS)(RUS)   |
| 1986 | Vladimer Modosijani (URS)(RUS)  | Aleksandar Nanev (BUL)          | Jozef Lohyňa (TCH)(CZE)           | Jozef Lohyňa (TCH)(CZE)         |
| 1987 | Mark Schultz (USA)              | Aleksandar Nanev (BUL)          | Vladimer Modosijani (URS)(RUS)    | Vladimer Modosijani (URS)(RUS)  |
| 1989 | Elmad Džabrajilov (URS)(RUS)    | Melvin Douglas (USA)            | Alcide Legrand (FRA)              | Alcide Legrand (FRA)            |
| 1990 | Jozef Lohyňa (TCH)(CZE)         | Royce Alger (USA)               | Puncagín Süchbat (MGL)            | Puncagín Süchbat (MGL)          |
| 1991 | Kevin Jackson (USA)             | Jozef Lohyňa (TCH)(CZE)         | Sebahattin Öztürk (TUR)           | Sebahattin Öztürk (TUR)         |
| 1993 | Sebahattin Öztürk (TUR)         | Sagid Katinovasov (RUS)         | Ruslan Chinčagov (UZB)            | Ruslan Chinčagov (UZB)          |
| 1994 | Lukman Džabrajilov (MDA)        | Sebahattin Öztürk (TUR)         | Hans Gstöttner (GER)              | Hans Gstöttner (GER)            |
| 1995 | Kevin Jackson (USA)             | Elmad Džabrajilov (KAZ)         | Ruslan Chinčagov (UZB)            | Ruslan Chinčagov (UZB)          |
| 1997 | Les Gutches (USA)               | Eldar Asanov (UKR)              | Alírezá Hajdárí (IRI)             | Alírezá Hajdárí (IRI)           |
| 1998 | Alírezá Hajdárí (IRI)           | Magomed Ibragimov (MKD)         | Yoel Romero (CUB)                 | Yoel Romero (CUB)               |
| 1999 | Yoel Romero (CUB)               | Chadžimurad Magomedov (RUS)     | Les Gutches (USA)                 | Les Gutches (USA)               |
| 2001 | Chadžimurad Magomedov (RUS)     | Brandon Eggum (USA)             | Yoel Romero (CUB)                 | Yoel Romero (CUB)               |
| 2002 | Adam Sajtijev (RUS)             | Yoel Romero (CUB)               | Madžíd Chodáí (IRI)               | Madžíd Chodáí (IRI)             |
| 2003 | Sadžid Sadžidov (RUS)           | Cael Sanderson (USA)            | Revaz Mindorašvili (GEO)          | Revaz Mindorašvili (GEO)        |
| 2005 | Revaz Mindorašvili (GEO)        | Yoel Romero (CUB)               | Magomed Kuruglijev (KAZ)          | Taras Daňko (UKR)               |
| 2006 | Sadžid Sadžidov (RUS)           | Revaz Mindorašvili (GEO)        | Rezá Jazdání (IRI)                | Zaurbek Sochijev (UZB)          |
| 2007 | Giorgi Ketojev (RUS)            | Jusup Abdusalamov (TJK)         | Rezá Jazdání (IRI)                | Zaurbek Sochijev (UZB)          |
| 2009 | Zaurbek Sochijev (UZB)          | Jake Herbert (USA)              | Šarif Šarifov (AZE)               | Ibragim Aldatov (UKR)           |
| 2010 | Michail Ganev (BUL)             | Zaurbek Sochijev (UZB)          | Reineris Salas (CUB)              | Soslan Kcojev (RUS)             |
| 2011 | Šarif Šarifov (AZE)             | Ibragim Aldatov (UKR)           | Davit Marsagišvili (GEO)          | Albert Saritov (RUS)            |
| 2013 | Ibragim Aldatov (UKR)           | Reineris Salas (CUB)            | István Veréb (HUN)                | Ehsan Lašgarí (IRI)             |
| 2014 | Abdulrašid Sadulajev (RUS)      | Reineris Salas (CUB)            | Mohammadhosejn Mohammadaján (IRI) | Selim Yaşar (TUR)               |
| 2015 | Abdulrašid Sadulajev (RUS)      | Selim Yaşar (TUR)               | Sandro Aminašvili (GEO)           | Alírezá Karímí (IRI)            |
| 2017 | Hasan Jazdání (IRI)             | Boris Makojev (SVK)             | Vladislav Valijev (RUS)           | J'den Cox (USA)                 |
| 2018 | David Taylor (USA)              | Fatih Erdin (TUR)               | Tajmuraz Frijev (ESP)             | Hasan Jazdání (IRI)             |
| 2019 | Hasan Jazdání (IRI)             | Deepak Punia (IND)              | Stefan Reichmuth (SUI)            | Artur Najfonov (RUS)            |
| 2021 | Hasan Jazdání (IRI)             | David Taylor (USA)              | Abubakr Abakarov (AZE)            | Artur Najfonov (RUS)            |
| 2022 | David Taylor (USA)              | Hasan Jazdání (IRI)             | Boris Makojev (SVK)               | Azamat Dauletbekov (KAZ)        |
| 2023 | David Taylor (USA)              | Hassan Yazdani (IRI)            | Azamat Dauletbekov (KAZ)          | Myles Amine (SMR)               |
| 2024 | nebyla na programu              | nebyla na programu              | nebyla na programu                | nebyla na programu              |
| 2025 |                                 |                                 |                                   |                                 |
| 79 kg: 1951–1961 • 87 kg: 1962–1967 • 82 kg: 1969–1995 • 85 kg: 1997–2001 • 84 kg: 2002–2013 • 86 kg: 2014– |                                 |                                 |                                   |                                 |

## Lehká těžká váha
| Rok                                                                   | Zlato                             | Stříbro                       | Bronz                       | Bronz                       |
| --------------------------------------------------------------------- | --------------------------------- | ----------------------------- | --------------------------- | --------------------------- |
| 1951                                                                  | Yaşar Doğu (TUR)                  | Viking Palm (SWE)             | Max Leichter (FRG)          | Max Leichter (FRG)          |
| 1954                                                                  | August Englas (URS)(EST)          | Adil Atan (TUR)               | Viking Palm (SWE)           | Viking Palm (SWE)           |
| 1957                                                                  | Petko Sirakov (BUL)               | Boris Kulajev (URS)(RUS)      | İsmet Atlı (TUR)            | İsmet Atlı (TUR)            |
| 1959                                                                  | Golamrezá Tachtí (IRI)            | Petko Sirakov (BUL)           | Maurice Jacquel (FRA)       | Maurice Jacquel (FRA)       |
| 1961                                                                  | Golamrezá Tachtí (IRI)            | Borys Hurevyč (URS)(UKR)      | Hasan Güngör (TUR)          | Hasan Güngör (TUR)          |
| 1962                                                                  | Mansúr Mehdízade (IRI)            | Hasan Güngör (TUR)            | Šuniči Kawano (JPN)         | Šuniči Kawano (JPN)         |
| 1963                                                                  | Prodan Gardžev (BUL)              | Anatolij Albul (URS)(RUS)     | Mansúr Mehdízade (IRI)      | Mansúr Mehdízade (IRI)      |
| 1965                                                                  | Mansúr Mehdízade (IRI)            | Francisc Balla (ROU)          | Prodan Gardžev (BUL)        | Prodan Gardžev (BUL)        |
| 1966                                                                  | Prodan Gardžev (BUL)              | Hasan Güngör (TUR)            | Josef Urban (TCH)(CZE)      | Josef Urban (TCH)(CZE)      |
| 1967                                                                  | Borys Hurevyč (URS)(UKR)          | Francisc Balla (ROU)          | Džigdžidín Mönchbat (MGL)   | Džigdžidín Mönchbat (MGL)   |
| 1969                                                                  | Borys Hurevyč (URS)(UKR)          | Rusi Petrov (BUL)             | Henk Schenk (USA)           | Henk Schenk (USA)           |
| 1970                                                                  | Gennadij Strachov (URS)(RUS)      | Bill Harlow (USA)             | Makoto Kamada (JPN)         | Makoto Kamada (JPN)         |
| 1971                                                                  | Rusi Petrov (BUL)                 | Paweł Kurczewski (POL)        | Russell Hellickson (USA)    | Russell Hellickson (USA)    |
| 1973                                                                  | Levan Tedyjašvili (URS)(GEO)      | Horst Stottmeister (GDR)      | Benjamin Peterson (USA)     | Benjamin Peterson (USA)     |
| 1974                                                                  | Levan Tedyjašvili (URS)(GEO)      | Ismail Abilov (BUL)           | Mehmet Güçlü (TUR)          | Mehmet Güçlü (TUR)          |
| 1975                                                                  | Levan Tedyjašvili (URS)(GEO)      | Horst Stottmeister (GDR)      | Šukri Ljutviev (BUL)        | Šukri Ljutviev (BUL)        |
| 1977                                                                  | Anatolij Prokopčuk (URS)(RUS)     | Uwe Neupert (GDR)             | Šukri Ljutviev (BUL)        | Šukri Ljutviev (BUL)        |
| 1978                                                                  | Uwe Neupert (GDR)                 | Anatolij Prokopčuk (URS)(RUS) | İsmail Temiz (TUR)          | İsmail Temiz (TUR)          |
| 1979                                                                  | Chasan Orcujev (URS)(RUS)         | Uwe Neupert (GDR)             | Ivan Ginov (BUL)            | Ivan Ginov (BUL)            |
| 1981                                                                  | Sanasar Oganisjan (URS)(RUS)      | Ivan Ginov (BUL)              | Uwe Neupert (GDR)           | Uwe Neupert (GDR)           |
| 1982                                                                  | Uwe Neupert (GDR)                 | Clark Davis (CAN)             | Viktor Batnija (URS)(RUS)   | Viktor Batnija (URS)(RUS)   |
| 1983                                                                  | Pjotr Nanijev (URS)(RUS)          | Ivan Ginov (BUL)              | Uwe Neupert (GDR)           | Uwe Neupert (GDR)           |
| 1985                                                                  | William Scherr (USA)              | Roland Dudziak (GDR)          | Kamen Tomov (BUL)           | Kamen Tomov (BUL)           |
| 1986                                                                  | Macharbek Chadarcev (URS)(UZB)    | Torsten Wagner (GDR)          | Jim Scherr (USA)            | Jim Scherr (USA)            |
| 1987                                                                  | Macharbek Chadarcev (URS)(UZB)    | Jim Scherr (USA)              | Jerzy Nieć (POL)            | Jerzy Nieć (POL)            |
| 1989                                                                  | Macharbek Chadarcev (URS)(UZB)    | Jim Scherr (USA)              | Gábor Tóth (HUN)            | Gábor Tóth (HUN)            |
| 1990                                                                  | Macharbek Chadarcev (URS)(RUS)    | Chris Campbell (USA)          | Mohammadhasan Mohabbí (IRI) | Mohammadhasan Mohabbí (IRI) |
| 1991                                                                  | Macharbek Chadarcev (URS)(RUS)    | Eraklis Deskulidis (GRE)      | Roberto Limonta (CUB)       | Roberto Limonta (CUB)       |
| 1993                                                                  | Melvin Douglas (USA)              | Eldar Kurtanidze (GEO)        | Macharbek Chadarcev (RUS)   | Macharbek Chadarcev (RUS)   |
| 1994                                                                  | Rasúl Chádem (IRI)                | Macharbek Chadarcev (RUS)     | Melvin Douglas (USA)        | Melvin Douglas (USA)        |
| 1995                                                                  | Rasúl Chádem (IRI)                | Macharbek Chadarcev (RUS)     | Melvin Douglas (USA)        | Melvin Douglas (USA)        |
| 2018                                                                  | J'den Cox (USA)                   | Ivan Jankovskij (BLR)         | Acuši Macumoto (JPN)        | Alírezá Karímí (IRI)        |
| 2019                                                                  | J'den Cox (USA)                   | Alírezá Karímí (IRI)          | Irakli Mcituri (GEO)        | Alichan Džabrajilov (RUS)   |
| 2021                                                                  | Kamran Ghasempour (IRI)           | Magomed Kurbanov (RUS)        | Osman Nurmagomedov (AZE)    | J'den Cox (USA)             |
| 2022                                                                  | Kamran Ghasempour (IRI)           | J'den Cox (USA)               | Miriani Maisuradze (GEO)    | Osman Nurmagomedov (AZE)    |
| 2023                                                                  | Rizabek Aitmukhan (KAZ)           | Osman Nurmagomedov (AZE)      | Feyzullah Aktürk (TUR)      | Zahid Valencia (USA)        |
| 2024                                                                  | Abdulrashid Sadulaev ([[Země\|]]) | Miriani Maisuradze (GEO)      | David Taylor (USA)          | Batyrbek Tsakulov (SVK)     |
| 2025                                                                  |                                   |                               |                             |                             |
| 87 kg: 1951–1961 • 97 kg: 1962–1967 • 90 kg: 1969–1995 • 92 kg: 2018– |                                   |                               |                             |                             |

## Těžká váha
| Rok | Zlato                           | Stříbro                      | Bronz                           | Bronz                           |
| --- | ------------------------------- | ---------------------------- | ------------------------------- | ------------------------------- |
| 1951 | Bertil Antonsson (SWE)          | Pauli Riihimäki (FIN)        | Natale Vecchi (ITA)             | Natale Vecchi (ITA)             |
| 1954 | Arsen Mekokišvili (URS)(RUS)    | Bertil Antonsson (SWE)       | İrfan Atan (TUR)                | İrfan Atan (TUR)                |
| 1957 | Hamit Kaplan (TUR)              | Wilfried Dietrich (FRG)      | Jusein Mechmedov (BUL)          | Jusein Mechmedov (BUL)          |
| 1959 | Ljutvi Achmedov (BUL)           | Hamit Kaplan (TUR)           | Savkudz Dzarasov (URS)(RUS)     | Savkudz Dzarasov (URS)(RUS)     |
| 1961 | Wilfried Dietrich (FRG)         | Hamit Kaplan (TUR)           | Alexandr Medveď (URS)(BLR)      | Alexandr Medveď (URS)(BLR)      |
| 1962 | Alexandr Medveď (URS)(BLR)      | Golamrezá Tachtí (IRI)       | Daniel Brand (USA)              | Daniel Brand (USA)              |
| 1963 | Alexandr Medveď (URS)(BLR)      | Valko Kostov (BUL)           | Hamit Kaplan (TUR)              | Hamit Kaplan (TUR)              |
| 1965 | Ahmet Ayık (TUR)                | Alexandr Medveď (URS)(BLR)   | Said Mustafov (BUL)             | Said Mustafov (BUL)             |
| 1966 | Alexandr Medveď (URS)(BLR)      | Ahmet Ayık (TUR)             | Said Mustafov (BUL)             | Said Mustafov (BUL)             |
| 1967 | Ahmet Ayık (TUR)                | Šota Lomidze (URS)(GEO)      | Said Mustafov (BUL)             | Said Mustafov (BUL)             |
| 1969 | Šota Lomidze (URS)(GEO)         | Larry Kristoff (USA)         | Vasil Todorov (BUL)             | Vasil Todorov (BUL)             |
| 1970 | Volodymyr Huljutkin (URS)(UKR)  | Larry Kristoff (USA)         | Gıyasettin Yılmaz (TUR)         | Gıyasettin Yılmaz (TUR)         |
| 1971 | Šota Lomidze (URS)(GEO)         | Chorlógín Bajanmönch (MGL)   | Vasil Todorov (BUL)             | Vasil Todorov (BUL)             |
| 1973 | Ivan Jarygin (URS)(RUS)         | József Csatári (HUN)         | Dimitar Nekov (BUL)             | Dimitar Nekov (BUL)             |
| 1974 | Volodymyr Huljutkin (URS)(UKR)  | Chorlógín Bajanmönch (MGL)   | Harald Büttner (GDR)            | Harald Büttner (GDR)            |
| 1975 | Chorlógín Bajanmönch (MGL)      | Harald Büttner (GDR)         | Volodymyr Huljutkin (URS)(UKR)  | Volodymyr Huljutkin (URS)(UKR)  |
| 1977 | Aslanbek Bisultanov (URS)(RUS)  | Harald Büttner (GDR)         | Vasile Pușcașu (ROU)            | Vasile Pușcașu (ROU)            |
| 1978 | Harald Büttner (GDR)            | Levan Tedyjašvili (URS)(GEO) | Bárbaro Morgan (CUB)            | Bárbaro Morgan (CUB)            |
| 1979 | Ilija Mate (URS)(UKR)           | Russell Hellickson (USA)     | Vasile Pușcașu (ROU)            | Vasile Pușcașu (ROU)            |
| 1981 | Roland Gehrke (GDR)             | Greg Gibson (USA)            | Ilija Mate (URS)(UKR)           | Ilija Mate (URS)(UKR)           |
| 1982 | Ilija Mate (URS)(UKR)           | Slavčo Červenkov (BUL)       | Greg Gibson (USA)               | Greg Gibson (USA)               |
| 1983 | Aslan Chadarcev (URS)(UZB)      | Greg Gibson (USA)            | Georgi Jančev (BUL)             | Georgi Jančev (BUL)             |
| 1985 | Leri Chabelovi (URS)(GEO)       | Clark Davis (CAN)            | Uwe Neupert (GDR)               | Uwe Neupert (GDR)               |
| 1986 | Aslan Chadarcev (URS)(UZB)      | William Scherr (USA)         | Georgi Jančev (BUL)             | Georgi Jančev (BUL)             |
| 1987 | Leri Chabelovi (URS)(GEO)       | Vasile Pușcașu (ROU)         | William Scherr (USA)            | William Scherr (USA)            |
| 1989 | Achmed Atavov (URS)(RUS)        | William Scherr (USA)         | Uwe Neupert (GDR)               | Uwe Neupert (GDR)               |
| 1990 | Leri Chabelovi (URS)(GEO)       | Stojan Nenčev (BUL)          | Kirk Trost (USA)                | Kirk Trost (USA)                |
| 1991 | Leri Chabelovi (URS)(GEO)       | Mark Coleman (USA)           | Heiko Balz (GER)                | Heiko Balz (GER)                |
| 1993 | Leri Chabelovi (RUS)            | Ali Kayalı (TUR)             | Heiko Balz (GER)                | Heiko Balz (GER)                |
| 1994 | Aravat Sabejev (GER)            | Daud Magomedov (AZE)         | David Musulbes (RUS)            | David Musulbes (RUS)            |
| 1995 | Kurt Angle (USA)                | Aravat Sabejev (GER)         | Abbás Džadídí (IRI)             | Abbás Džadídí (IRI)             |
| 1997 | Kuramagomed Kuramagomedov (RUS) | Ahmet Doğu (TUR)             | Eldar Kurtanydze (GEO)          | Eldar Kurtanydze (GEO)          |
| 1998 | Abbás Džadídí (IRI)             | Marek Garmulewicz (POL)      | Kuramagomed Kuramagomedov (RUS) | Kuramagomed Kuramagomedov (RUS) |
| 1999 | Sagid Murtazalijev (RUS)        | Alírezá Hajdárí (IRI)        | Marek Garmulewicz (POL)         | Marek Garmulewicz (POL)         |
| 2001 | Giorgi Gogšelidze (RUS)         | Krasimir Kočev (BUL)         | Vadim Tasojev (UKR)             | Vadim Tasojev (UKR)             |
| 2002 | Eldar Kurtanydze (GEO)          | Alírezá Hajdárí (IRI)        | Vadim Tasojev (UKR)             | Vadim Tasojev (UKR)             |
| 2003 | Eldar Kurtanydze (GEO)          | Alírezá Hajdárí (IRI)        | Krasimir Kočev (BUL)            | Krasimir Kočev (BUL)            |
| 2005 | Chadžimurat Gacalov (RUS)       | Eldar Kurtanydze (GEO)       | Alexej Krupňakov (KGZ)          | Vasyl Tesmyneckyj (UKR)         |
| 2006 | Chadžimurat Gacalov (RUS)       | Giorgi Gogšelidze (GEO)      | Ruslan Šejchov (BLR)            | Michel Batista (CUB)            |
| 2007 | Chadžimurat Gacalov (RUS)       | Saíd Ebráhímí (IRI)          | Daniel Cormier (USA)            | Kurban Kurbanov (UZB)           |
| 2009 | Chadžimurat Gacalov (RUS)       | Chetag Gozjumov (AZE)        | Giorgi Gogšelidze (GEO)         | Serhat Balcı (TUR)              |
| 2010 | Chetag Gozjumov (AZE)           | Chadžimurat Gacalov (RUS)    | Ruslan Šejchov (BLR)            | Giorgi Gogšelidze (GEO)         |
| 2011 | Rezá Jazdání (IRI)              | Serhat Balcı (TUR)           | Ruslan Šejchov (BLR)            | Jake Varner (USA)               |
| 2013 | Rezá Jazdání (IRI)              | Chetag Gozjumov (AZE)        | Anzor Boltukajev (RUS)          | Pavlo Olijnyk (UKR)             |
| 2014 | Abdusalam Gadisov (RUS)         | Chetag Gozjumov (AZE)        | Javier Cortina (CUB)            | Valerij Andrijcev (UKR)         |
| 2015 | Kyle Snyder (USA)               | Abdusalam Gadisov (RUS)      | Chetag Gozjumov (AZE)           | Pavlo Olijnyk (UKR)             |
| 2017 | Kyle Snyder (USA)               | Abdulrašid Sadulajev (RUS)   | Giorgi Ketojev (ARM)            | Aslanbek Alborov (AZE)          |
| 2018 | Abdulrašid Sadulajev (RUS)      | Kyle Snyder (USA)            | Abraham Conyedo (ITA)           | Elizbar Odykadze (GEO)          |
| 2019 | Abdulrašid Sadulajev (RUS)      | Šarif Šarifov (AZE)          | Kyle Snyder (USA)               | Magomedgadži Nurov (MKD)        |
| 2021 | Abdulrašid Sadulajev (RUS)      | Kyle Snyder (USA)            | Mahamed Zakariiev (UKR)         | Mojtaba Goleij (IRI)            |
| 2022 | Kyle Snyder (USA)               | Batyrbek Tsakulov (SVK)      | Magomedkhan Magomedov (AZE)     | Givi Mačarašvili (GEO)          |
| 2023 | Akhmed Tazhudinov (BHR)         | Magomedkhan Magomedov (AZE)  | Givi Mačarašvili (GEO)          | Kyle Snyder (USA)               |
| 2024 | nebyla na programu              | nebyla na programu           | nebyla na programu              | nebyla na programu              |
| 2025 |                                 |                              |                                 |                                 |
| +87 kg: 1951–1961 • +97 kg: 1962–1967 • 100 kg: 1969–1995 • 97 kg: 1997–2001 • 96 kg: 2002–2013 • 97 kg: 2014– |                                 |                              |                                 |                                 |

## Supertěžká váha
| Rok                                                                        | Zlato                         | Stříbro                         | Bronz                          | Bronz                      |
| -------------------------------------------------------------------------- | ----------------------------- | ------------------------------- | ------------------------------ | -------------------------- |
| 1969                                                                       | Alexandr Medveď (URS)(BLR)    | Osman Duraliev (BUL)            | Abolfazl Anvárí (IRI)          | Abolfazl Anvárí (IRI)      |
| 1970                                                                       | Alexandr Medveď (URS)(BLR)    | Osman Duraliev (BUL)            | Peter Germer (GDR)             | Peter Germer (GDR)         |
| 1971                                                                       | Alexandr Medveď (URS)(BLR)    | Osman Duraliev (BUL)            | Stanisław Makowiecki (POL)     | Stanisław Makowiecki (POL) |
| 1973                                                                       | Soslan Andijev (URS)(RUS)     | Bojan Boev (BUL)                | Ladislau Şimon (ROU)           | Ladislau Şimon (ROU)       |
| 1974                                                                       | Ladislau Şimon (ROU)          | Soslan Andijev (URS)(RUS)       | Bojan Boev (BUL)               | Bojan Boev (BUL)           |
| 1975                                                                       | Soslan Andijev (URS)(RUS)     | Roland Gehrke (GDR)             | Heinz Eichelbaum (FRG)         | Heinz Eichelbaum (FRG)     |
| 1977                                                                       | Soslan Andijev (URS)(RUS)     | Marin Gerčev (BUL)              | József Balla (HUN)             | József Balla (HUN)         |
| 1978                                                                       | Soslan Andijev (URS)(RUS)     | Rezá Súchtesaráí (IRI)          | Roland Gehrke (GDR)            | Roland Gehrke (GDR)        |
| 1979                                                                       | Salman Chasimikov (URS)(RUS)  | Roland Gehrke (GDR)             | Andrei Ianko (ROU)             | Andrei Ianko (ROU)         |
| 1981                                                                       | Salman Chasimikov (URS)(RUS)  | Rezá Súchtesaráí (IRI)          | Adam Sandurski (POL)           | Adam Sandurski (POL)       |
| 1982                                                                       | Salman Chasimikov (URS)(RUS)  | Adam Sandurski (POL)            | Andreas Schröder (GDR)         | Andreas Schröder (GDR)     |
| 1983                                                                       | Salman Chasimikov (URS)(RUS)  | Adam Sandurski (POL)            | Bruce Baumgartner (USA)        | Bruce Baumgartner (USA)    |
| 1985                                                                       | Davit Gobedžišvili (URS)(GEO) | József Balla (HUN)              | Bruce Baumgartner (USA)        | Bruce Baumgartner (USA)    |
| 1986                                                                       | Bruce Baumgartner (USA)       | Davit Gobedžišvili (URS)(GEO)   | Andreas Schröder (GDR)         | Andreas Schröder (GDR)     |
| 1987                                                                       | Aslan Chadarcev (URS)(UZB)    | Andreas Schröder (GDR)          | Bruce Baumgartner (USA)        | Bruce Baumgartner (USA)    |
| 1989                                                                       | Alírezá Solejmání (IRI)       | Bruce Baumgartner (USA)         | Aslan Chadarcev (URS)(UZB)     | Aslan Chadarcev (URS)(UZB) |
| 1990                                                                       | Davit Gobedžišvili (URS)(GEO) | Bruce Baumgartner (USA)         | Hayri Sezgin (TUR)             | Hayri Sezgin (TUR)         |
| 1991                                                                       | Andreas Schröder (GER)        | Gennadij Šilcov (URS)(RUS)      | Jeffrey Thue (CAN)             | Jeffrey Thue (CAN)         |
| 1993                                                                       | Bruce Baumgartner (USA)       | Merab Valijevi (UKR)            | Andrej Šumilin (RUS)           | Andrej Šumilin (RUS)       |
| 1994                                                                       | Mahmut Demir (TUR)            | Bruce Baumgartner (USA)         | Alexej Medveděv (BLR)          | Alexej Medveděv (BLR)      |
| 1995                                                                       | Bruce Baumgartner (USA)       | Sven Thiele (GER)               | Leri Chabelovi (RUS)           | Leri Chabelovi (RUS)       |
| 1997                                                                       | Zekeriya Güçlü (TUR)          | Alexis Rodríguez (CUB)          | David Musulbes (RUS)           | David Musulbes (RUS)       |
| 1998                                                                       | Alexis Rodríguez (CUB)        | Rasúl Chádem (IRI)              | Andrej Šumilin (RUS)           | Andrej Šumilin (RUS)       |
| 1999                                                                       | Stephen Neal (USA)            | Andrej Šumilin (RUS)            | Abbás Džadídí (IRI)            | Abbás Džadídí (IRI)        |
| 2001                                                                       | David Musulbes (RUS)          | Artur Tajmazov (UZB)            | Alexis Rodríguez (CUB)         | Alexis Rodríguez (CUB)     |
| 2002                                                                       | David Musulbes (RUS)          | Alexis Rodríguez (CUB)          | Aydın Polatçı (TUR)            | Aydın Polatçı (TUR)        |
| 2003                                                                       | Artur Tajmazov (UZB)          | Kerry McCoy (USA)               | Alírezá Rezáí (IRI)            | Alírezá Rezáí (IRI)        |
| 2005                                                                       | Aydın Polatçı (TUR)           | Alexis Rodríguez (CUB)          | Ottó Aubéli (HUN)              | Tolly Thompson (USA)       |
| 2006                                                                       | Artur Tajmazov (UZB)          | Kuramagomed Kuramagomedov (RUS) | Ruslan Basijev (ARM)           | Faruddin Masúmí (IRI)      |
| 2007                                                                       | Bilal Machov (RUS)            | Alexis Rodríguez (CUB)          | Vadim Tasojev (UKR)            | Artur Tajmazov (UZB)       |
| 2009                                                                       | Bilal Machov (RUS)            | Faruddin Masúmí (IRI)           | Janis Arzumanidis (GRE)        | Tervel Dlagnev (USA)       |
| 2010                                                                       | Bilal Machov (RUS)            | Artur Tajmazov (UZB)            | Levan Berijanidze (GEO)        | Janis Arzumanidis (GRE)    |
| 2011                                                                       | Alexej Šemarov (BLR)          | Bilal Machov (RUS)              | Džamaladdin Magomedov (AZE)    | Davit Modzmanašvili (GEO)  |
| 2013                                                                       | Chadžimurat Gacalov (RUS)     | Alen Zasejev (UKR)              | Geno Petrijašvili (GEO)        | Taha Akgül (TUR)           |
| 2014                                                                       | Taha Akgül (TUR)              | Komejl Gásemí (IRI)             | Chadžimurat Gacalov (RUS)      | Tervel Dlagnev (USA)       |
| 2015                                                                       | Taha Akgül (TUR)              | Džamaladdin Magomedov (AZE)     | Geno Petrijašvili (GEO)        | Bilal Machov (RUS)         |
| 2017                                                                       | Geno Petrijašvili (GEO)       | Taha Akgül (TUR)                | Nick Gwiazdowski (USA)         | Levan Berijanidze (ARM)    |
| 2018                                                                       | Geno Petrijašvili (GEO)       | Teng Č'-wej (CHN)               | Nick Gwiazdowski (USA)         | Parvíz Hádí (IRI)          |
| 2019                                                                       | Geno Petrijašvili (GEO)       | Taha Akgül (TUR)                | Oleksandr Chocjanivskyj (UKR)  | Hasanboy Rahimov (UZB)     |
| 2021                                                                       | Amir Hossein Zare (IRI)       | Geno Petrijašvili (GEO)         | Mönkhtöriin Lkhagvagerel (MGL) | Taha Akgül (TUR)           |
| 2022                                                                       | Taha Akgül (TUR)              | Mönkhtöriin Lkhagvagerel (MGL)  | Geno Petrijašvili (GEO)        | Amir Hossein Zare (IRI)    |
| 2023                                                                       | Amir Hossein Zare (IRI)       | Geno Petrijašvili (GEO)         | Taha Akgül (TUR)               | Mason Parris (USA)         |
| 2024                                                                       | nebyla na programu            | nebyla na programu              | nebyla na programu             | nebyla na programu         |
| 2025                                                                       |                               |                                 |                                |                            |
| +100 kg: 1969–1983 • 130 kg: 1985–2001 • 120 kg: 2002–2013 • 125 kg: 2014– |                               |                                 |                                |                            |

## Ukončené disciplíny

### Papírová váha
| Rok              | Zlato                          | Stříbro                        | Bronz                          |
| ---------------- | ------------------------------ | ------------------------------ | ------------------------------ |
| 1969             | Ebráhím Džavádí (IRI)          | Roman Dmitrijev (URS)(RUS)     | Akihiko Umeda (JPN)            |
| 1970             | Ebráhím Džavádí (IRI)          | Akihiko Umeda (JPN)            | Roman Dmitrijev (URS)(RUS)     |
| 1971             | Ebráhím Džavádí (IRI)          | Badzarragčágín Džaran (MGL)    | Ogňan Nikolov (BUL)            |
| 1973             | Roman Dmitrijev (URS)(RUS)     | Chasan Isajev (BUL)            | Ocčirdolgoryn Enchtajvan (MGL) |
| 1974             | Chasan Isajev (BUL)            | Rafig Gadžijev (URS)(AZE)      | Gordon Bertie (CAN)            |
| 1975             | Chasan Isajev (BUL)            | Anatolij Charytoňuk (URS)(UKR) | Kim Hwa-kjung (KOR)            |
| 1977             | Anatolij Beloglazov (URS)(RUS) | Nobuo Fudžisawa (JPN)          | Kim Hwa-kjung (KOR)            |
| 1978             | Sergej Kornilajev (URS)(RUS)   | Nobuo Fudžisawa (JPN)          | Mohammad Bazmávar (IRI)        |
| 1979             | Sergej Kornilajev (URS)(RUS)   | Bobby Weaver (USA)             | Jan Falandys (POL)             |
| 1981             | Sergej Kornilajev (URS)(RUS)   | Son Kab-to (KOR)               | Billy Rosado (USA)             |
| 1982             | Sergej Kornilajev (URS)(RUS)   | Ali Mechmedov (BUL)            | Šaban Trstena (YUG)(MKD)       |
| 1983             | Kim Čchol-han (PRK)            | Alexandr Doržu (URS)(RUS)      | Jan Falandys (POL)             |
| 1985             | Kim Čchol-han (PRK)            | Madžíd Torkán (IRI)            | Vasilij Gogolev (URS)(RUS)     |
| 1986             | I Če-sik (PRK)                 | László Bíró (HUN)              | Mychajlo Kušnyr (URS)(UKR)     |
| 1987             | I Če-sik (PRK)                 | I Sang-ho (KOR)                | Sergej Karamčakov (URS)(RUS)   |
| 1989             | Kim Čong-sin (KOR)             | I Hak-son (PRK)                | Gnel Medžlumjan (URS)(ARM)     |
| 1990             | Aldo Martínez (CUB)            | Marian Nedkov (BUL)            | Takaši Kobajaši (JPN)          |
| 1991             | Vugar Orudžov (URS)(BLR)       | Kim Il-ong (PRK)               | Kim Čong-sin (KOR)             |
| 1993             | Alexis Vila (CUB)              | Vugar Orudžov (BLR)            | Čong Sun-won (KOR)             |
| 1994             | Alexis Vila (CUB)              | Čong Sun-won (KOR)             | Pjotr Jumšanov (RUS)           |
| 1995             | Vugar Orudžov (RUS)            | Alexis Vila (CUB)              | Armen Mkrtčjan (ARM)           |
| 48 kg: 1969–1995 |                                |                                |                                |

### Muší váha
| Rok                                 | Zlato                          | Stříbro                          | Bronz                            | Bronz                            |
| ----------------------------------- | ------------------------------ | -------------------------------- | -------------------------------- | -------------------------------- |
| 1951                                | Ali Yücel (TUR)                | Mahmúd Mollágásemí (IRI)         | Bengt Johansson (SWE)            | Bengt Johansson (SWE)            |
| 1954                                | Hüseyin Akbaş (TUR)            | Júšú Kitano (JPN)                | Mirian Calkalamanidze (URS)(GEO) | Mirian Calkalamanidze (URS)(GEO) |
| 1957                                | Mehmet Kartal (TUR)            | Mirian Calkalamanidze (URS)(GEO) | Luigi Chinazzo (ITA)             | Luigi Chinazzo (ITA)             |
| 1959                                | Ali Alijev (URS)(RUS)          | Ahmet Bilek (TUR)                | Muhammad Niaz (PAK)              | Muhammad Niaz (PAK)              |
| 1961                                | Ali Alijev (URS)(RUS)          | Nasrolláh Soltánínedžád (IRI)    | Cemal Yanılmaz (TUR)             | Cemal Yanılmaz (TUR)             |
| 1962                                | Ali Alijev (URS)(RUS)          | Norijuki Harada (JPN)            | Satılmış Tektaş (TUR)            | Satılmış Tektaş (TUR)            |
| 1963                                | Cemal Yanılmaz (TUR)           | Ali Alijev (URS)(RUS)            | Stojčo Malov (BUL)               | Stojčo Malov (BUL)               |
| 1965                                | Jošihisa Jošida (JPN)          | Bajo Baev (BUL)                  | László Ölveti (HUN)              | László Ölveti (HUN)              |
| 1966                                | Čang Čchang-son (KOR)          | Jasuo Kacumura (JPN)             | Rick Sanders (USA)               | Rick Sanders (USA)               |
| 1967                                | Šigeó Nakata (JPN)             | Rick Sanders (USA)               | O Čong-jung (KOR)                | O Čong-jung (KOR)                |
| 1969                                | Rick Sanders (USA)             | Mohammad Gorbání (IRI)           | Tariel Alibegašvili (URS)(GEO)   | Tariel Alibegašvili (URS)(GEO)   |
| 1970                                | Ali Rıza Alan (TUR)            | Bajo Baev (BUL)                  | Mohammad Gorbání (IRI)           | Mohammad Gorbání (IRI)           |
| 1971                                | Mohammad Gorbání (IRI)         | Bajo Baev (BUL)                  | Aminulla Nasrullajev (URS)(RUS)  | Aminulla Nasrullajev (URS)(RUS)  |
| 1973                                | Ebráhím Džavádí (IRI)          | Arsen Allahverdijev (URS)(RUS)   | Júdži Takada (JPN)               | Júdži Takada (JPN)               |
| 1974                                | Júdži Takada (JPN)             | Ali Rıza Alan (TUR)              | Roman Dmitrijev (URS)(RUS)       | Roman Dmitrijev (URS)(RUS)       |
| 1975                                | Júdži Takada (JPN)             | Telman Pašajev (URS)(AZE)        | Dimitar Filipov (BUL)            | Dimitar Filipov (BUL)            |
| 1977                                | Júdži Takada (JPN)             | Władysław Stecyk (POL)           | Hartmut Reich (GDR)              | Hartmut Reich (GDR)              |
| 1978                                | Anatolij Beloglazov (URS)(UKR) | Hartmut Reich (GDR)              | Luis Ocaña (CUB)                 | Luis Ocaña (CUB)                 |
| 1979                                | Júdži Takada (JPN)             | James Haines (USA)               | Hartmut Reich (GDR)              | Hartmut Reich (GDR)              |
| 1981                                | Tošio Asakura (JPN)            | Hartmut Reich (GDR)              | Nandzadyn Buregdá (MGL)          | Nandzadyn Buregdá (MGL)          |
| 1982                                | Hartmut Reich (GDR)            | Osman Efendijev (URS)(RUS)       | Joe Gonzales (USA)               | Joe Gonzales (USA)               |
| 1983                                | Valentin Jordanov (BUL)        | Tošio Asakura (JPN)              | Anatolij Beloglazov (URS)(UKR)   | Anatolij Beloglazov (URS)(UKR)   |
| 1985                                | Valentin Jordanov (BUL)        | Minatula Daibov (URS)(RUS)       | Micuru Sató (JPN)                | Micuru Sató (JPN)                |
| 1986                                | Kim Jong-sik (PRK)             | Micuru Sató (JPN)                | Valentin Jordanov (BUL)          | Valentin Jordanov (BUL)          |
| 1987                                | Valentin Jordanov (BUL)        | Kim Jong-sik (PRK)               | Micuru Sató (JPN)                | Micuru Sató (JPN)                |
| 1989                                | Valentin Jordanov (BUL)        | Volodimir Toguzov (URS)(RUS)     | Madžíd Torkán (IRI)              | Madžíd Torkán (IRI)              |
| 1990                                | Madžíd Torkán (IRI)            | Valentin Jordanov (BUL)          | Aslan Agajev (URS)(AZE)          | Aslan Agajev (URS)(AZE)          |
| 1991                                | Zeke Jones (USA)               | Valentin Jordanov (BUL)          | Volodimir Toguzov (URS)(RUS)     | Volodimir Toguzov (URS)(RUS)     |
| 1993                                | Valentin Jordanov (BUL)        | Golámrezá Mohammadí (IRI)        | Sergej Zambalov (RUS)            | Sergej Zambalov (RUS)            |
| 1994                                | Valentin Jordanov (BUL)        | Namig Abdullajev (AZE)           | Golámrezá Mohammadí (IRI)        | Golámrezá Mohammadí (IRI)        |
| 1995                                | Valentin Jordanov (BUL)        | Golámrezá Mohammadí (IRI)        | Zeke Jones (USA)                 | Zeke Jones (USA)                 |
| 1997                                | Wilfredo García (CUB)          | Čin Ču-Tong (PRK)                | Maulen Mamyrov (KAZ)             | Maulen Mamyrov (KAZ)             |
| 1998                                | Sammie Henson (USA)            | Namig Abdullajev (AZE)           | Golámrezá Mohammadí (IRI)        | Golámrezá Mohammadí (IRI)        |
| 1999                                | Kim U-jong (KOR)               | Adhamjon Ochilov (UZB)           | Oleksandr Zacharuk (UKR)         | Oleksandr Zacharuk (UKR)         |
| 2001                                | German Kontojev (BLR)          | Bábak Núrzád (IRI)               | Alexandr Kontojev (RUS)          | Alexandr Kontojev (RUS)          |
| 52 kg: 1951–1995 • 54 kg: 1997–2001 |                                |                                  |                                  |                                  |